# Лев (герб)
Лев (пол. Lew) — шляхетський герб руського і польського походження.

## Опис герба
Опис з використанням принципів блазонування, запропонованих Альфредом Знамієровським:
У червоному полі золотий коронований лев.
Клейнод: золотий коронований лев.